# Bagüés
Bagüés es un municipio y localidad española de la provincia de Zaragoza, en la comunidad autónoma de Aragón. Se encuentra a 160 km de Zaragoza, en la comarca de las Cinco Villas, y pertenece al partido judicial de Ejea de los Caballeros. Cuenta con una población de 17 habitantes (INE 2024).

## Geografía
El término municipal de Bagüés linda por el norte con Mianos (perteneciente a la provincia de Zaragoza pero a la comarca de la Jacetania), por el este con la Canal de Berdún, perteneciente a la Jacetania y provincia de Huesca, por el sur con Longás y por el oeste con Los Pintanos, pertenecientes estos últimos a las Cinco Villas.
La mayor altura de Bagüés es el Bruñuelo, de 1120 metros de altura.
Junto al casco urbano de Bagüés discurre el barranco de Calcones, que desagua en el barranco de Sobresechos ya casi en el momento en que este último desemboca en el río Aragón, casi en la cola del embalse de Yesa.
Las características geográficas de su término se corresponden con las de una localidad ubicada ya en el pre-Pirineo aragonés. Se trata de un terreno accidentado, con alturas, barrancos y montes, a la vez que el núcleo urbano se asienta en la parte más baja, en el pequeño valle formado por el barranco de Calcones.

## Flora y fauna
Bagüés se halla emplazado en pleno pre-Pirineo, por lo que su flora y fauna se asimilan a las de dicha zona, aunque se encuentra en una zona de clima mediterráneo.
Por lo que respecta a la flora, podemos encontrar pinos, hayas, tilos, arces, encinas o carrascas, robles, boj, acebos, enebros, helechos, endrinos, quejigos
En relación con la fauna, extinguidos ya el lobo o el oso, encontramos jabalís, corzos, ardillas, comadrejas, garduñas, liebres, conejos, alimoches, buitres leonados, quebrantahuesos, gorriones o perdices.

## Historia
El término de Bagüés se encuentra ubicado en una zona que, a partir del s. VI a. C., aproximadamente, fue objeto de asentamiento de pueblos de origen celtas, en concreto de la tribu de los suessetanos, pertenecientes al llamado grupo belga dentro de las tribus celtas.
Por la cercanía de la actual Bagüés a territorios de los iacetanos, cuya capital era Iacca, la actual Jaca, y habida cuenta de las malas relaciones existentes entre iacetanos y suessetanos, cabe suponer que la zona fue objeto de choques entre ambas tribus, aunque no hay datos al respecto.
En cualquier caso, un ejército romano, al mando de Marco Porcio Catón el Viejo, derrotó en el 195 a. C. a los iacetanos con apoyo suessetano, con lo que parecía que la zona debía quedar pacificada. Pero los suessetanos, molestos con el dominio romano, se sublevaron contra el mismo, por lo que un nuevo ejército romano, al mando de Aulo Terencio Varrón, pasó a sangre y fuego el territorio suessetano en una campaña militar el 184 a. C., arrasando su capital, Corbio, que no ha podido ser localizada, y cediendo el control del territorio suessetano a los vascones, aliados de Roma. Por ese motivo se suele considerar erróneamente que la zona es vascona.
Poco después, el territorio vascón fue incorporado al Imperio romano, a la provincia Tarraconense y la zona sufrió una intensa y profunda romanización.
A partir de la llamada crisis del siglo III y las posteriores invasiones bárbaras se generó en todo un clima de alteraciones sociales en la zona (por ejemplo, el abandono de la villa romana existente en la localidad de Liédena, en Navarra, pocos km al oeste). La situación se acentúa cuando, en el 409, los visigodos penetran definitivamente en la península, utilizando entre otros, posiblemente, los cercanos pasos de Roncesvalles, Roncal o Canfranc. Como consecuencia, se producen sublevaciones, conocidas genéricamente con el nombre de movimientos bagaudas, que indudablemente tuvieron influencia en el territorio bagüesino.
Cabe suponer, por otra parte, que una vez el Reino visigodo se hubo asentado para formar la Hispania visigoda y, habida cuenta de las luchas que mantuvo en forma intermitente con los vascones, que ocupaban territorios muy cercanos, la zona donde actualmente se asienta Bagüés se viera afectada por las operaciones militares, aunque no quedan constancias documentales de ello.
Como tampoco quedan rastros de la invasión musulmana de la península, aunque la zona formaba parte posiblemente de los dominios del conde visigodo Casio, quien pactó su conversión al Islam, para formar así la familia de los Banu Qasi (hijos de Casio).
Hacia la segunda mitad del siglo X es cuando realmente la zona de Bagüés aparece en la escena histórica, ya que la enemistad conjugada del reino de Pamplona, del incipiente reino de Aragón y del Califato de Córdoba acabó con el poder de los Banu Qasi. Cuando a finales del mismo siglo y principios del siglo XI se inicia una política de expansión de los reinos cristianos, el territorio de Bagüés pasa a ser objeto de la lucha militar directa.
Según Antonio Ubieto, la primera cita documentada de Bagüés, cuyo nombre presenta las variantes Bagues, Baguasse, Bahues y Baos, se produce en el año 928, recogida en la obra de Antonio Ubieto Arteta Cartulario de San Juan de la Peña (Textos Medievales, 6, 1962 Valencia). No debe confundirse el pueblo con Bagüesta, antiguamente Baguest, en la zona de Boltaña.
Siendo Bagüés en esta época un territorio de frontera, es de suponer que se vería afectado por el desarrollo de las operaciones militares en la zona, especialmente con la campaña de Almanzor del año 999 contra el reino de Pamplona durante la que dicho militar del Al-Ándalus tomó y devastó Uncastillo, no muy lejos de Bagüés.
Igualmente, a partir de 1035 se debió ver afectado por las luchas entre Ramiro I de Aragón y García Sánchez III de Navarra, luchas que tuvieron continuidad a lo largo de los siglos posteriores.
Con la expansión del reino de Aragón hacia el valle del Ebro y con la conquista de Navarra a principios del siglo XVI, Bagüés dejó de ser tierra de frontera.
Durante la guerra de sucesión española la comarca de las Cinco Villas, en términos generales, se puso al lado de Felipe V de España en su lucha contra el archiduque Carlos.
Durante la Guerra de la Independencia, la zona se vio ocupada por el Ejército francés de Napoleón I, a la vez que diversas partidas de guerrilleros actuaron por las Cinco Villas.
Diversas partidas carlistas, procedentes en su mayor parte de la cercana Navarra, actuaron por la comarca, a lo largo de las guerras carlistas.

## Demografía
Bagüés cuenta con una población de 17 habitantes (INE 2024).
| Gráfica de evolución demográfica de Bagüés entre 1842 y 2021                                                        |
| |
| Población de derecho según los censos de población del INE Población de hecho según los censos de población del INE |

## Comunicaciones
Por Bagüés discurren una carretera local y otra autonómica, la A-2602, que conecta el puerto de Cuatro Caminos (un cruce de carreteras en término de Urriés), donde enlaza con la A-1601, con la N-240, en el término municipal de Santa Cilia de Jaca.

## Administración y política

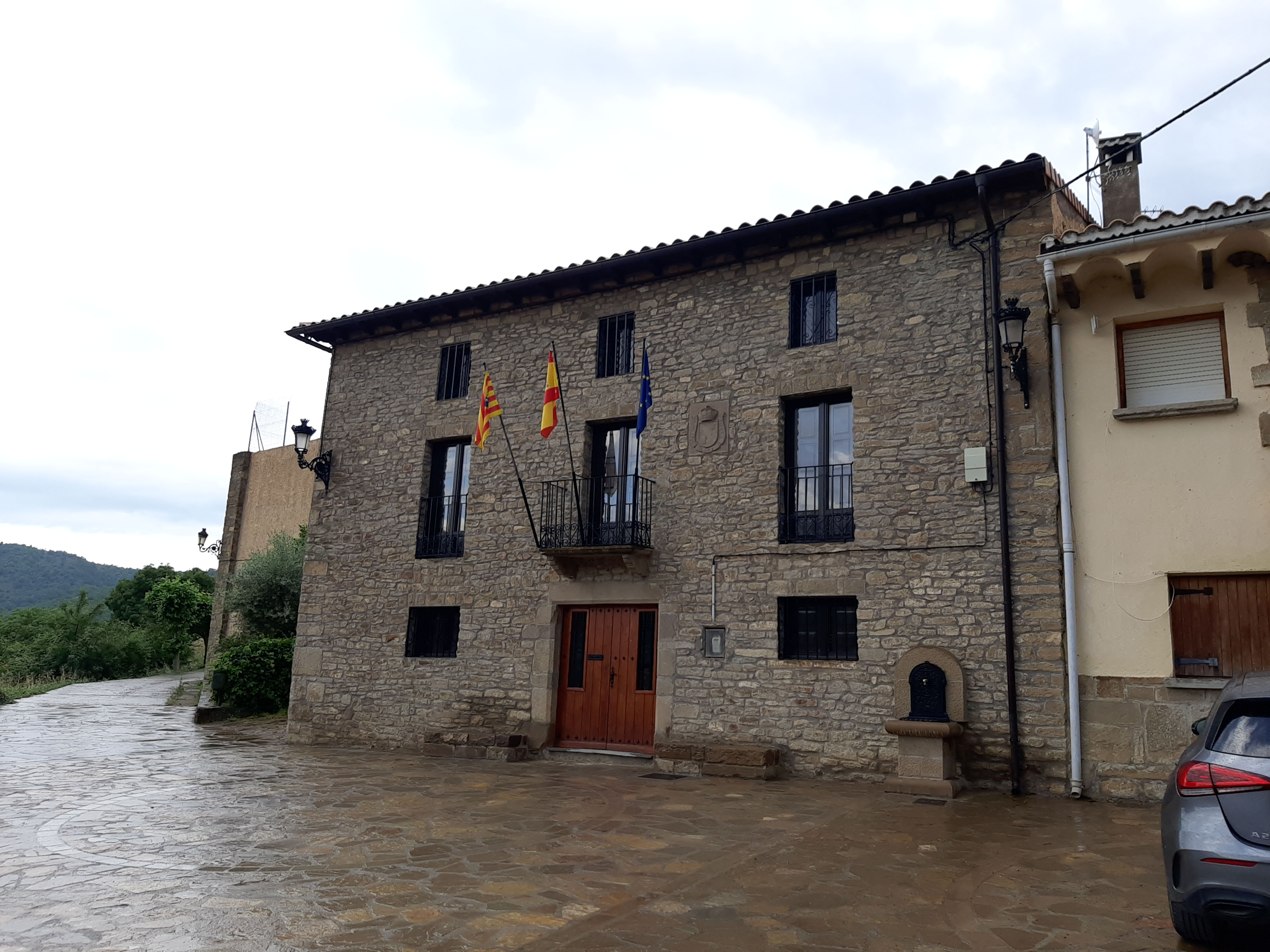
Fachada de la casa consistorial

| Periodo   | Alcalde                      | Partido    |
| --------- | ---------------------------- | ---------- |
| 1975-1983 | José Pérez Benedé            | UCD        |
| 1983-1991 | Sebastián Aísa Alastuey      | UCD        |
| 1991-2015 | Áurea González García        | PAR        |
| 2015-2019 | Ascensión Castiello Alastuey | Ciudadanos |
| 2019-     | Alberto Pérez Petroch        | PSOE       |

| Partido político    | Partido político                                   | 1999   | 2003   | 2007   | 2011   | 2015   | 2019   | 2023   |
| Partido político    | Partido político                                   | Ediles | Ediles | Ediles | Ediles | Ediles | Ediles | Ediles |
|                     | Partido Popular (PP)                               | —      | —      | —      | —      | —      | —      | 2      |
|                     | Ciudadanos (CS)                                    | —      | —      | —      | —      | 2      | 2      | —      |
|                     | Partido de los Socialistas de Aragón (PSOE-Aragón) | 1      | 1      | —      | —      | 1      | 2      | 2      |
|                     | Partido Aragonés (PAR)                             | 2      | 2      | 4      | 4      | 1      | 1      | —      |
|                     | Chunta Aragonesista (CHA)                          | —      | —      | 1      | 1      | —      | —      | 1      |
|                     | Compromiso con Aragón (CA)                         | —      | —      | —      | —      | 1      | —      | —      |
| Total de concejales | Total de concejales                                | 3      | 3      | 5      | 5      | 5      | 5      | 5      |

## Cultura

### Patrimonio

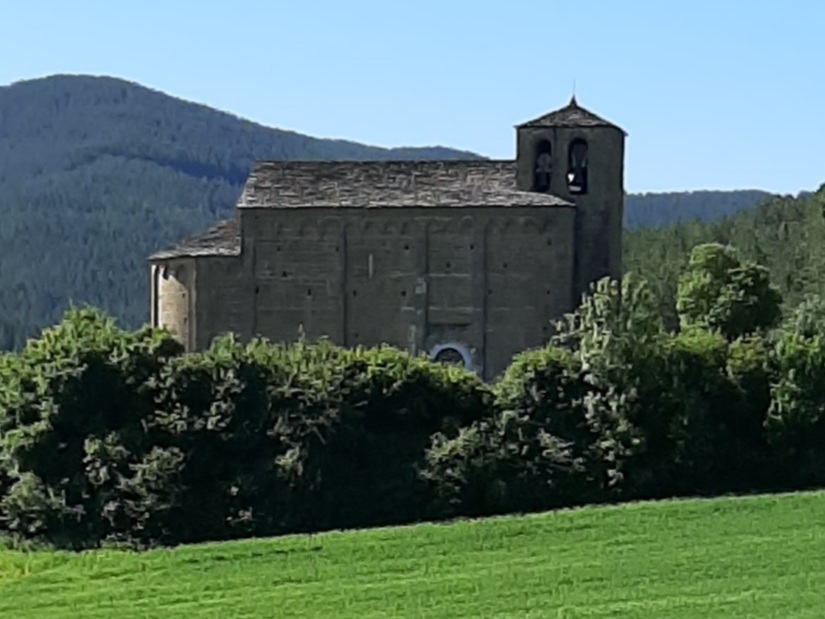
Iglesia de los Santos Julián y Basilisa

- Iglesia de los Santos Julián y Basilisa. Edificada en el siglo XI (concretamente en los años 1080),[8] de estilo románico, en su variante lombarda, siendo el ejemplar más occidental del arte románico lombardo en Aragón. Su colección de pintura románica se exhibe actualmente en el Museo Diocesano de Jaca, tras su descubrimiento en 1966.[9] Se encuentra algo distante del casco urbano, al oeste del mismo.
- Su caserío posee algunas edificaciones con ventanales románicos o góticos.[8][10]
- Casa Ballarín, con un escudo en su fachada datado en 1794.
- Casa Garasa, con un arco de acceso, en el que aparece esculpido: CLDRDN ANTONIO GARASSA CANONIº EN ZAROª AÑO 1764 Y CIDªA RAMON GARASSA. Las dovelas del arco contienen grabados con motivos vegetales y geométricos.
- Casa Iñíguez, con un dintel con salmeres lobulados.
- Ermita de Nuestra Señora del Pilar, del siglo XVI.[11]
- Ermita románica de la Virgen de la Paruela.[12]

### Lengua aragonesa
Por su situación geográfica, en Bagüés, como en todo el resto de la subcomarca de las Altas Cinco Villas se ha hablado hasta mediados del siglo XX la lengua aragonesa. No obstante, la presión social y mediática de la segunda mitad del siglo, junto con la masiva emigración producida por circunstancias, ha conseguido hacer desaparecer su uso, al debilitar fuertemente el número de hablantes. A ello ha contribuido una profunda presión contraria al uso de la lengua propia, tendente a hacer pensar a sus hablantes que su uso equivale a hablar mal, fenómeno común a toda el área de uso de la lengua aragonesa.
De todos modos, en un fenómeno igualmente común con el resto de localidades de su entorno geográfico, se siguen utilizando con profusión palabras en aragonés para referirse no solo a algunos puntos geográficos del lugar, sino también a los elementos más próximos a la persona (partes de la vivienda, enseres domésticos, nombres de plantas y árboles, de animales, de técnicas o herramientas agrícolas, etc.).

### Fiestas y eventos
- 15 de agosto: Fiestas de la Virgen de la Paruela.
- 26 de septiembre: Santos médicos, patrones de la villa.
- Primer fin de semana de noviembre: jornadas micológicas.
- Primer fin de semana de septiembre: jornadas de arte románico.